# Kabinet-Wescot-Williams II
Het kabinet-Wescot-Williams II was het tweede kabinet van het land Sint Maarten na de opheffing van de Nederlandse Antillen op 10 oktober 2010. Het tweede kabinet van Sarah Wescot-Williams is aangetreden op 21 mei 2012 nadat de Verenigde Volkspartij (UP), de grootste partij in de Staten van Sint Maarten, uit het eerste kabinet Wescot-Williams stapte. Na een korte informatie onder leiding van gouverneur Eugene Holiday, kon onder leiding van formateur Wescot-Williams een coalitiekabinet van de Democratische Partij (DP), de Nationale Alliantie (NA) en drie onafhankelijke parlementariërs worden gevormd. Het kabinet kwam zonder tussentijdse verkiezingen tot stand en kon de parlementaire periode tot 2014 volmaken.
De basis van het kabinet is vastgelegd in het regeerakkoord Working for the people.
Op 5 mei 2013 trokken de twee parlementsleden van de DP en een onafhankelijk statenlid hun steun aan het kabinet in. Hiermee heeft het kabinet zijn meerderheid in de Staten van Sint Maarten verloren.

## Coalitie
De regeringscoalitie bestaat uit:
- de Democratische Partij (2)
- de Nationale Alliantie (5)
- de onafhankelijke Statenleden (3)
  - Frans Richardson
  - Patrick Illidge
  - Roman Laville

De coalitie kon rekenen op een meerderheid van 10 zetels in de 15 zetels tellende Staten van Sint Maarten. UP is met vijf zetels de enige overgebleven oppositiepartij.

## Bewindslieden
| Ministerie                                                                                   | Minister | Minister              | Partij |
| -------------------------------------------------------------------------------------------- | -------- | --------------------- | ------ |
| Minister-president van Sint Maarten Minister van Algemene Zaken en Buitenlandse Betrekkingen |          | Sarah Wescot-Williams | DP     |
| Vice-premier Minister van Infrastructuur                                                     |          | William Marlin        | NA     |
| Minister van Financiën                                                                       |          | Roland Tuitt          | NA     |
| Minister van Justitie                                                                        |          | Roland Duncan         | DP     |
| Minister van Volksgezondheid, Sociale Ontwikkeling en Arbeid                                 |          | Cornelius de Weever   | DP     |
| Minister van Toerisme en Economische Zaken                                                   |          | Romeo Pantophlet      | NA     |
| Minister van Onderwijs, Jeugd, Sport en Cultuur                                              |          | Silveria Jacobs       | NA     |
| Gevolmachtigd minister van Sint Maarten                                                      |          | Mathias Voges         | DP     |
| Plaatsvervangend Gevolmachtigd Minister van Sint Maarten                                     |          | Henrietta Doran-York  | NA     |